# Charles IV de Bourbon
Pour les articles homonymes, voir Charles de Bourbon.
Charles IV de Bourbon, ou Charles de Vendôme, comte (1495-1514) puis duc de Vendôme (1514-1537) (Charles Ier), est né le 2 juin 1489 à Vendôme et mort le 25 mars 1537 à Amiens. Descendant à la 8e génération en lignée masculine du roi Saint-Louis, il est le grand-père paternel du roi Henri IV de France.

## Biographie

### Origines familiales
Fils de François de Bourbon, comte de Vendôme  (1470-1495) et de Marie de Luxembourg-Saint-Pol (elle-même une descendante de la branche française de la maison de Luxembourg), ce descendant de Saint Louis est le grand-père paternel du roi Henri IV de France et l'ancêtre des Bourbon notamment les actuels roi d'Espagne et grand-duc de Luxembourg. Sa sœur Antoinette de Bourbon épouse en 1513 le prince Claude de Lorraine, premier duc de Guise.

### Enfance
Charles naît le 2 juin 1489 au château de Vendôme. Il perd son père à l'âge de six ans, lors de la première guerre d'Italie. Il est élevé avec ses frères et sœurs dans les terres picardes de sa mère, notamment au château de Ham où trois de ses frères et ses sœurs naissent (à part Jacques, né à Vendôme en 1490, mort l'année suivante et Louise, née à La Fère).
Les biens de ses parents sont partagés entre ses frères et sœurs et lui. Étant l'aîné, Charles reçoit le plus de biens, tous d'abord le comté de Vendôme et autres seigneuries par les biens paternels, et les comtés de Soissons, de Marle et de Conversano, plus d'autres seigneuries du côté de sa mère. Mais Charles n'a que la nue-propriété des biens, sa mère en gardant l'usufruit, c'est celle-ci, qui lui survit, qui gouverne le duché de Vendôme et ses autres terres.

### Règne deLouisXII
Charles fait ses premières armes en Italie au service de Louis XII.
Le 18 mai 1513, à Châteaudun il épouse Françoise d'Alençon.

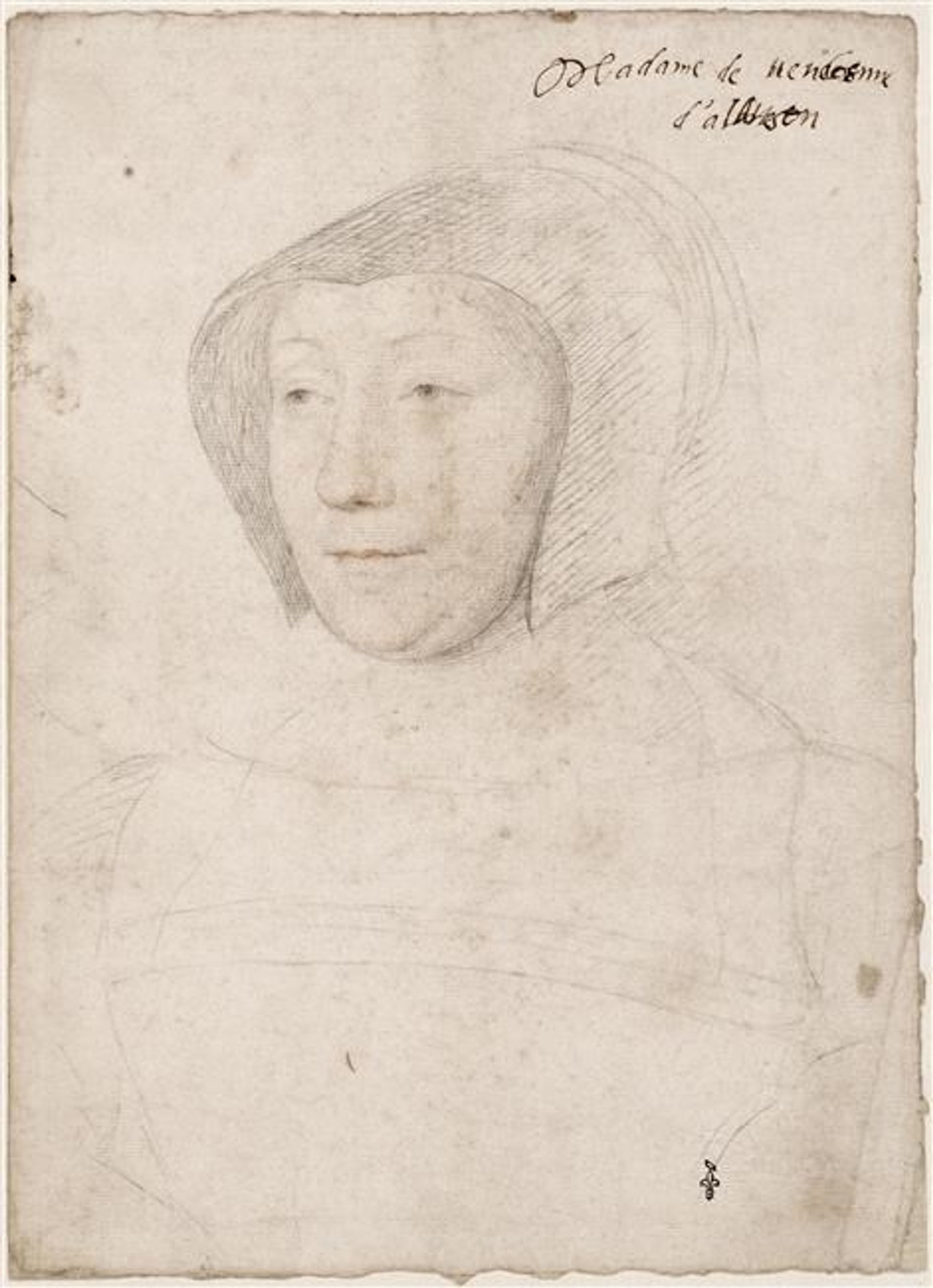
Françoise d'Alençon par Jean Clouet vers 1530.

En 1514, après la mort d'Anne de Bretagne, Louis XII n'a toujours pas d'héritier male, il se remarie avec la jeune Mary Tudor, sœur du roi d'Angleterre Henri VIII. Charles fut alors chargé de recevoir la jeune fiancée au nom de Louis XII lors de son arrivée à Calais.
Le 1er janvier 1515 il est, avec son frère François et d'autres grands nobles, comte de Saint-Pol au chevet du roi sur son lit de mort à l'hôtel des Tournelles à Paris.

### Règne deFrançoisIer
Celui-ci érige le comté de Vendôme en duché-pairie en février (1515). Charles combat à la bataille de Marignan à la tête de 70 lances, puis participe à la campagne de Flandre. Fidèle de François Ier il est nommé 
gouverneur de Paris puis de Picardie.

#### La trahison duconnétable de Bourbon[3].
La trahison du duc de Bourbon, met, pour un temps, le duc de Vendôme et sa famille dans une situation délicate. Il est vrai que les liens familiaux et personnels entre les frères de Bourbon-Vendôme et le connétable plaident contre eux. Les deux Charles de Bourbon sont tous deux à la tête de leur branche respective. Leurs pères respectifs furent tous deux tués au cours des guerres d'Italie sous Charles VIII.
De plus des liens matrimoniaux forts unissent les deux familles: Louise de Montpensier est l'épouse d'un oncle de Charles, tandis que Renée de Montpensier et Antoinette de Bourbon-Vendôme épousent respectivement les deux frères Antoine de Lorraine et Claude de Guise. De plus le frère du duc de Vendôme, Saint-Pol, figure parmi les plus proches amis de Charles de Montpensier, duc de Bourbon.
Et pourtant, Charles, ainsi que ses frères restent fidèles à François Ier, contre leur cousin le connétable.
Le roi ne douta pas longtemps de la fidélité des Vendôme, et leur réaffirma sa confiance. Ainsi, Charles, après avoir été convoqué à la cour en août 1523, repart de Lyon dès octobre pour se rendre à Paris en compagnie de l’archevêque d'Aix Pierre Filleul et de Philippe Chabot de Brion pour annoncer aux Parisiens que le roi l’envoie pour défendre la ville.

#### Pavie et la captivité du roi

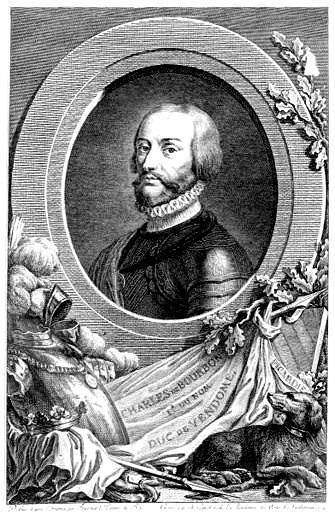
Portrait fictif et anachronique du XIX.

Lorsque le roi part pour l’Italie en septembre 1524, Charles se voit confier la défense de la Picardie. Lors du désastre de Pavie, il se rend à Lyon pour voir la régente Louise de Savoie. Selon les Mémoires des frères Du Bellay, une coalition constituée notamment de conseillers du parlement de Paris essaie alors de lui faire prendre la place de la régente :
Le duc de Vendosme, partant de Picardie pour venir à Lion devers madite dame, arrivé à Paris, luy fust remonstré par quelques-uns de ladite ville, et mesmes par de gros personnages, conseillers de la cour de Parlement, que luy estant la première personne et plus proche du sang […] à luy seul appartenoit le gouvernement du royaume ; et que, s’il le vouloit entreprendre, la ville de Paris, avecques toutes les autres bonne villes d’iceluy, luy assisteroient à ceste fin […] Charles, duc de Vendosmois, considérant que ceste novalité ne seroit seulement la ruine du Roy, mais aussi du royaume, et que madame la régente, ayant pris le maniement de affaires depuis le partement du Roy, eust trouvé estrange de s’en désister, et que finablement il en sourderoit une partialité en ce royaume, qui causeroit la ruine entière de ceste monarchie françoise, à ceste cause, leur feit response qu’il se retireroit à Lion, où tous les princes se devoient assembler, et que là seroit avisé au faict du roy et du bien public.
Charles est tout de même nommé par Louise de Savoie au nom du roi, chef du Conseil.

#### Le premier prince du sang
Les décès successifs de ses cousins Charles IV d'Alençon (1525) et Charles III de Bourbon (1527) font de lui le quatrième dans l'ordre de succession au trône, derrière les fils du roi, et préparent l'avènement de la Maison capétienne de Bourbon. Par ailleurs, après la mort du connétable de Bourbon en 1527, il devient l'aîné de la maison de Bourbon et la seconde personne de France, tandis que la Couronne annexe le duché de Bourbon.
En 1534 il autorisa l'achèvement de la reconstruction de l'église Saint-Martin de Vendôme débuté en 1498, ces travaux se firent alors dans un style renaissance.

#### Mort et inhumation
Il meurt à Amiens le 25 mars 1537. Lui succède à la tête du duché de Vendôme son fils aîné Antoine de Bourbon (futur père d'Henri IV). Son corps n'est ramené à Vendôme dans la collégiale Saint-Georges que le 19 mars 1548, en même temps que celui de son fils le comte d'Enghien et de sa mère Marie de Luxembourg (1472-1547). Cette triple inhumation fut célébrée par plusieurs évêques et abbés,.

## Titres
De son propre chef:
- Comte puis duc de Vendôme
- Comte de Soissons
- Comte de Marle
- Comte de Conversano
- Vicomte de Meaux
- Seigneur d'Épernon
- Seigneur de Mondoubleau
- Seigneur de Saint-Calais
- Seigneur de Gravelines
- Seigneur de Dunkerque
- Seigneur de Ham

Par son mariage avec Françoise d'Alençon il est:
- Vicomte de Beaumont
- seigneur de La Guerche
- Seigneur de Château-Gontier
- Seigneur de La Flèche
- Seigneur de Saosnois
- Seigneur de Fresnay
- Seigneur de Sainte-Suzanne
- Seigneur de Châteauneuf-en-Thymerais
- Seigneur de Champrond.

## Mariage et descendance
Il épouse, à Châteaudun, le 18 mai 1513 Françoise d'Alençon (1490-1550), fille de René de Valois, duc d'Alençon et de Marguerite de Lorraine-Vaudémont sœur du duc René II de Lorraine et petite-fille du bon roi René (de Valois-Anjou-Provence).
Le couple a 13 enfants :
- Louis, comte de Marle  (1514-1516)
- Marie (1515-1538), fiancée à Jacques V d’Écosse
- Marguerite (1516-1559), mariée à François Ier de Clèves, duc de Nevers
- Antoine (1518-1562), duc de Vendôme, roi de Navarre par son mariage en 1548 avec Jeanne III, reine de Navarre (1528-1572)
- François, comte d'Enghien (1519-1546)
- Madeleine (1521-1561), abbesse (bénédictine) de Sainte-Croix de Poitiers et prieure (dominicaine) de Sainte-Marie de Prouilhe[7]
- Louis (1522-1525)
- Charles (1523-1590), cardinal-archevêque de Rouen (Charles "X ")
- Catherine (1525-1594), abbesse de l'abbaye du Calvaire de La Fère (1538-1539) , puis de l'abbaye Notre-Dame de Soissons (1539-1595)
- Renée (1527-1583), abbesse de Chelles
- Jean, comte de Soissons et duc d'Estouteville (1528-1557)
- Louis, prince de Condé (1530-1569) épouse en 1551 Éléonore de Roye (1535-1564) puis en 1565 Françoise d'Orléans (1549-1601)
- Éléonore (1532-1611), abbesse de Fontevraud

## Arbre généalogie de saint Louis àHenriIV
- Louis IX Saint Louis
  - Robert de Clermont
    - Louis Ier de Bourbon
      - Jacques Ier de Bourbon-La Marche
        - Jean Ier de Bourbon-La Marche
          - Louis Ier de Bourbon-Vendôme
            - Jean VIII de Bourbon-Vendôme
              - François de Bourbon-Vendôme
                - Charles IV de Bourbon
                  - Antoine de Bourbon
                    -  Henri IV le Grand

## Dans les arts et la culture

### Filmographie

#### série
- 2022 : The Serpent Queen créée par Justin Haythe, interprèté par Paul Chahidi (en)